# 死神監察官雷堂
『死神監察官雷堂』（しにがみかんさつかんらいどう）は、渡辺獏人による漫画。『スーパージャンプ』（集英社）において、2006年3月から2009年12月まで連載された。

## 概要
「警察の中の警察」と言われる監察官・雷堂が、警察官による不正や犯罪を暴く。基本的に1話完結で、長くても前後編の2話で1つの事件が描かれる。物語の冒頭で事件が発生し、その後に雷堂が登場して事件の真相を暴くので、警察内部を舞台にした推理物といえる。また、階級の高い監察官が一般の交番巡査や刑事の悪行を暴き善行を讃えるストーリー展開は、勧善懲悪の時代劇に通ずるものもある。
一度登場した人物・事件は基本的に別の話には再登場しないが、警察内部の互助組織「石水会」については腐敗の温床としてしばしば取り上げられている。

## 登場人物
主な登場人物の名前には「雷」や四大元素（「火」「水」「風」「土」）など、自然に関する字が多く使われている。例外として仏原がいるが、これは作者の過去の作品『人事課長鬼塚』の登場人物を流用したためである。
声の項はVOMIC版のもの。
雷堂鑑
声 - 大塚明夫
階級は警視正。警視庁警務部人事第一課所属の監察官。年齢は30代後半。公安部に所属していた当時に「死神」というあだ名がつけられたが、警察内部の犯罪行為を徹底的に追及するためその名は現在も使用されている。その通り名のように、無表情と大柄な体格という威圧的な外見を持つ。いわゆるノンキャリアだが、その辣腕ぶりから異例の昇進を遂げている。不正には容赦がないが、犯罪者の更生や社会復帰に尽力する側面もある。また、石水会への加入には関心を示さない。犯罪の追及のためには違法な手段（令状なしの家宅捜索など）に出ることも辞さず、「罵倒は最高の賛辞」と言い切る。結果として監察対象の犯罪を暴き出すためこれらの違法捜査は黙認されており、雷堂自身が処分の対象になったことはほとんどない。警視庁職員約43000人全ての顔と名前を記憶している。
水沢純也
階級は警部補。26歳。準キャリアなので、キャリアにもノンキャリアにも年齢と階級にギャップを覚えられる。初登場時は人事二課主任だったが、後に雷堂の部下となる。雷堂とは異なり、人当たりの良さそうな若者。祖父は元副総監で石水会創始者。父は警察庁OBの代議士で石水会顧問である。父・祖父ともに警察に影響力のある有力者である為、階級が上位の警察官に機嫌伺いをされることもあるが、本人は辟易している。また、石水会の在り方に疑問を抱いている。最終話で警部に昇進し、公安総務部に異動になった。
風祭政文
警務部参事官兼首席監察官で階級は警視正。51話より警視長。基本的には不正を許さない監察官ではあるが、石水会をはじめとした警察組織内部の論理を第一義に据えるきらいがある。そうした枠組みを無視する雷堂を信用していない。
仏原康治
警視庁警務部長で階級は警視長。雷堂の直属の上司であり、雷堂の強引な手法に肝を冷やすことも時々ある。空山の死去後警視監に昇進し副総監に就く。
土永泰造
警視庁第七方面本部長で階級は警視長。石水会幹部。石水会のネットワークの為ならば、権限を濫用することを厭わない。そうした派閥の論理に組みしない雷堂に対し、不快感を持つ。
火枝慈
新任監察官。いわゆるキャリア組で、26歳にして警視の階級にある。若者らしいまっすぐな正義感の持ち主で、雷堂の強引なやり口に反感を抱く。初登場時は短髪で作画されていたが、作者が思い直し、担当編集者が原稿を取りに来る直前に筆で原稿に直接長髪を加筆された。
狩野
監察官の一人で階級は警視。雷堂同様ノンキャリアの監察官である。火枝の教育係などを勤める。
森猛義
組織犯罪対策部組織犯罪対策第五課理事官で階級は警視正。雷堂と最も仲のよい友人であり、付き合いは10年以上になる。初登場は狩野や土永より遅いが、名前だけは第2話に登場している（水沢や風祭の初登場より早い）。作者の別作品「援護部長ウラマサ」へのゲスト出演あり。
空山聡
警視庁副総監で階級は警視監。石水会の副会長である。10年前には雷堂の上司として麻薬密輸ルートの撲滅の指揮をしていた。
氷牙勝利
総務部所属の警視。50話まで企画課副総監秘書、51話以降は広報課係長を務める。上の人物に取り入るのがうまく、ノンキャリアながら30代にして警視の地位にある。
鉄居宏大
仏原の後任の警務部長で階級は警視監。変わり者という噂がある。モデルは某元総理。
光崎亘
警視庁刑事部長で、階級は警視監。初めて話題になったのは「取調中の被疑者に自殺されて総監に呼び出される」時であり、初めて名前が出たのは「影中の色仕掛けにやられる」時であって、初期は損な役回りだった。代議士が絡んだ麻薬密輸事件で黒幕の逮捕に乗り出し見せ場を作った。
影中泉
女性の監察官。東大法学部を首席で卒業したキャリア組であり、鉄居のスカウトで監察官になった。目的のためには色仕掛けを使うことも辞さない。

## 用語等
石水会
石水会は作品内に登場する警察官の互助組織である。もともとはR県の県人会であり会員も同県の出身者に限られていたが、現在は会員の推薦があれば誰でも入ることができる。
表向きは互助会であるが、昇進や退職後の再就職に有利・違反をもみ消すことができる・階級を凌駕する上下関係があるなどの噂があり入会や昇進のために不正を行う者もいる。
水沢の祖父が創始者の一人であり、水沢自身も会員である。雷堂は水沢の教育係としての実績が評価され推薦を得ているが、入会を固辞している。火枝も入会を勧められたが、怪しい噂も聞いていたため断っている。
創設者は石室亘（現会長である石室警察庁次長の父）と水沢重吾（水沢警部補の祖父で当時は副総監）の二人で、その頭文字から「石水会」と命名された。現副会長は空山警視庁副総監。
10年前
雷堂という人物を語る上で欠かせない出来事として、10年前の麻薬密輸ルートの撲滅がある。
当時公安課主任の警部補だった雷堂は空山警視正（当時）の指揮下でこの撲滅作戦に参加していたが、最終的には一人で暴力団の本拠地に乗り込んで撲滅を成功させる。雷堂はこの功績によって警部に昇進している。
この作戦中、潜入捜査を試みた女性巡査部長（警部に特進）が殉職している。この話を聞いた火枝は個人的にこの件を調べている。
この作戦に参加した人物によれば、当時の雷堂は「昇進試験をすべて1回でパスしないと警部補になれないくらい若い」らしい。これより当時の年齢は25～26歳と推測される。

## 書誌情報
- 渡辺獏人 『死神監察官雷堂』 集英社〈ジャンプ・コミックス デラックス〉、全12巻
  1. 2006年8月4日発売[1]、ISBN 978-4-08-859595-5
  2. 2006年12月4日発売[2]、ISBN 978-4-08-859611-2
  3. 2007年4月4日発売[3]、ISBN 978-4-08-859633-4
  4. 2007年8月3日発売[4]、ISBN 978-4-08-859660-0
  5. 2007年12月4日発売[5]、ISBN 978-4-08-859681-5
  6. 2008年4月4日発売[6]、ISBN 978-4-08-859699-0
  7. 2008年8月4日発売[7]、ISBN 978-4-08-859718-8
  8. 2008年12月4日発売[8]、ISBN 978-4-08-859743-0
  9. 2009年3月4日発売[9]、ISBN 978-4-08-859762-1
  10. 2009年7月3日発売[10]、ISBN 978-4-08-859784-3
  11. 2009年11月4日発売[11]、ISBN 978-4-08-859806-2
  12. 2010年2月4日発売[12]、ISBN 978-4-08-859820-8

## ラジオドラマ
2008年にはラジオドラマ化。集英社の音声・動画配信サイト『s-cast.net』においてVOMIC（音声付き漫画）として配信されている（全4回）。

### キャスト
主要担当声優は上述。ここではそれ以外のキャストについて記す。
- 鎌泉 - 水内清光
- 毛良 - 増田隆之
- 矢井田勇次 - 遠藤大輔
- 滝 - 高橋研二

## スピンオフ
『警部補水沢』（けいぶほみずさわ）は、『死神監察官雷堂』のスピンオフ作品。単行本7巻に書き下ろしとして掲載された他、『オースーパージャンプ』にも掲載された。
雷堂の部下の水沢を主人公とした4コマ漫画であり、作者によれば「プロとしては初めてのギャグ漫画」である。太目の線によりデフォルメされたキャラクターという、本編とは違ったタッチで描かれている。